# 아브델카데르 태수

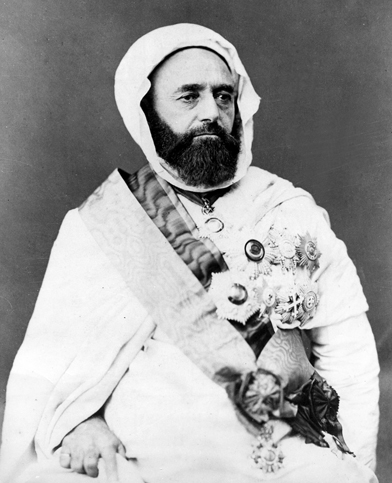

아브델카데르 태수(Emir Abdelkader, 본명: Abdelkader ibn Muhieddine, 1808년 9월 6일 ~ 1883년 5월 26일)는 알제리의 종교 및 군사 지도자이다. 19세기 초에 프랑스의 알제 침공에 대항하여 싸운 인물이다. 이슬람 학자이자 수피파 소속이었다.
1883년 5월 26일 다마스쿠스에서 사망하였으며 다마스쿠스의 수피파 이븐 아라비 주변에 묻혔다.

## 같이 보기
- 프랑스령 알제리